# Moritz Resek

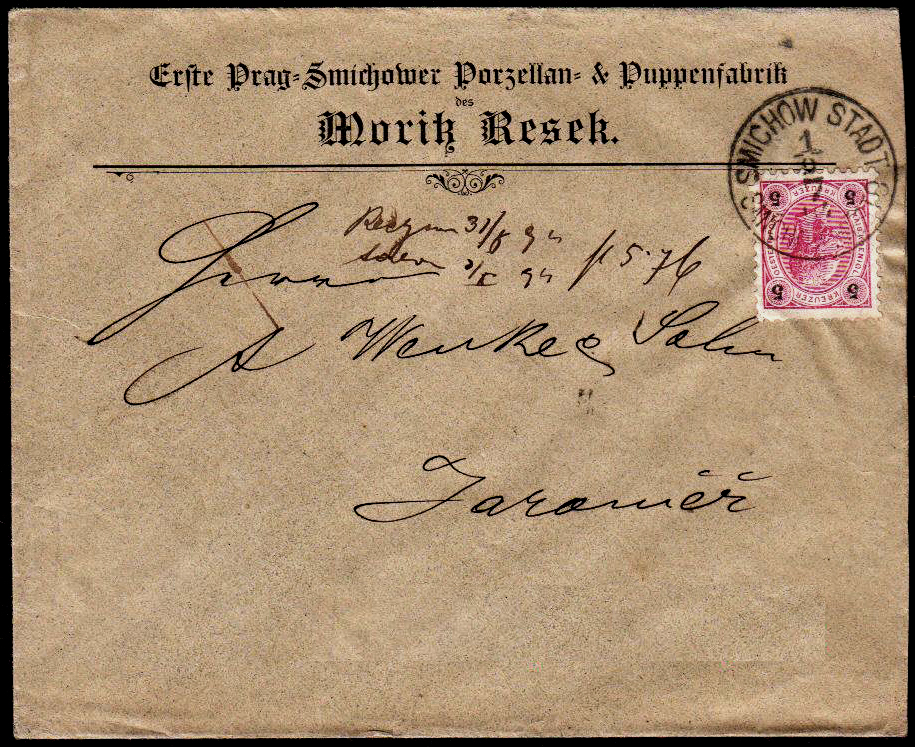
1894 datierter Briefumschlag mit Vordruck Erste Prag-Smichower Porzellan- und Puppenfabrik des Moritz Resek

Moritz Resek (MR), auch: Erste Prag-Smichower Porzellan- und Puppenfabrik des Moritz Resek, war eine im 19. Jahrhundert gegründete Porzellan- und Puppenfabrik in dem böhmischen Ort Smichow, der heute ein Stadtteil der tschechischen Hauptstadt Prag ist.

## Geschichte
Das Unternehmen wurde im Jahr 1889 von Moritz Resek gegründet und produzierte neben Porzellan „[...] bis mindestens 1920“ Puppenköpfe aus Biskuitporzellan, aber auch Puppenteile sowie Gelenkpuppen.
Aus dem Jahr 1895 ist eine derartige Puppe mit einer vierzeiligen Markierung MR 1895 175 163/4 bekannt.